# Gometxa
Gometxa est un village ou contrée faisant partie de la municipalité de Vitoria-Gasteiz dans la province d'Alava dans la Communauté autonome basque.

## Démographie
| 2000 | 2001 | 2002 | 2003 | 2004 | 2005 | 2006 | 2007 |
| ---- | ---- | ---- | ---- | ---- | ---- | ---- | ---- |
| 55   | 54   | 48   | 47   | 52   | 50   | 52   | 53   |

## Voir également
- Liste des municipalités d'Alava